# Südtiroler Volkspartei
Il Südtiroler Volkspartei (pronunciato [ˈzyːttɪˌʁoːlɐ ˈfɔlkspɑɐ̯ˌtaɪ]; in italiano Partito Popolare Sudtirolese; in sigla SVP o PPST) è un partito politico italiano.
Secondo il suo Statuto, si propone di rappresentare gli interessi dei gruppi linguistici tedesco e ladino della provincia autonoma di Bolzano. Per via del suo simbolo è noto anche con l'appellativo di "Stella alpina" (Edelweiß).

## Storia

### Prima Repubblica (1945-1992)
È stato fondato l'8 maggio 1945 come successore dell'Andreas-Hofer-Bund ("Lega di Andreas Hofer"), un'organizzazione politica nata nel novembre del 1939, e che si era opposta all'emigrazione in Germania durante le opzioni in Alto Adige e si era attivamente battuta contro il nazismo ed il fascismo, venendo duramente perseguitata e decimata, ponendosi in tal modo nel solco delle associazioni cattoliche che negli anni precedenti avevano creato le Katakombenschulen (scuole clandestine in lingua tedesca). Tra i suoi promotori figurano gli antifascisti Hans Egarter, che dal 1943 era stato a capo del Bund, ed Erich Amonn, che fu il primo presidente.
Un altro filone al quale il partito è riconducibile è il Deutscher Verband (DV, "Lega Tedesca"), unione tra i due principali partiti presenti sul territorio dopo l'annessione del "Tirolo cisalpino" all'Italia nel 1919. Essi erano la Tiroler Volkspartei (TVP), composta da conservatori e cristiano-sociali e dalla Deutschfreiheitliche Volkspartei, formata da liberali e pangermanisti. Questi due partiti decisero - pur mantenendosi a livello locale indipendenti e distinti - di presentarsi alle elezioni nazionali italiane con un unico simbolo, la stella alpina. I socialdemocratici di lingua tedesca invece si erano presentati autonomamente alle elezioni politiche del 1921, essendosi inseriti come corrente nel Partito Socialista Italiano. Il DV si presentò alle elezioni ancora nel 1924 portando quattro parlamentari a Roma, prima di essere dissolto dal fascismo.
A partire dalla metà degli anni cinquanta la guida del partito passò nelle mani della corrente dei "falchi", formata prevalentemente da optanti, che diversamente dai fondatori avevano scelto l'emigrazione nella Germania nazista.
Dal secondo dopoguerra le vicende della SVP sono strettamente intrecciate con quelle dell'Alto Adige.
La Südtiroler Volkspartei gode della maggioranza nel Consiglio provinciale senza interruzioni dalle prime elezioni del 1948.
A livello nazionale, vigendo il sistema proporzionale, la sua rappresentanza è nei fatti fissa: tre deputati, due senatori e un europarlamentare.

### Seconda Repubblica (dal 1992)
Fino al 1992 la SVP è stata sempre alleata alla Democrazia Cristiana, salvo durante la crisi degli anni Sessanta, risolta dall’istituzione della Provincia autonoma di Bolzano; dal 1995 ha scelto di stare nel campo del centro-sinistra: fino al 2005 è stata alleata dell'Ulivo e dal 2005 al 2008 dell'Unione.

#### XIV Legislatura
Nell'autunno del 2003, come ininterrottamente dal secondo dopoguerra, l'SVP ha vinto le elezioni provinciali della Provincia autonoma di Bolzano ottenendo la maggioranza assoluta, perdendo tuttavia un numero consistente di voti, soprattutto nelle zone di campagna.
È rappresentata in Parlamento da parlamentari e senatori propri, che aderiscono ai gruppi parlamentari delle minoranze linguistiche alla Camera e "Per le autonomie" al Senato.
Sono espressione della Südtiroler Volkspartei 100 dei 116 sindaci dei comuni dell'Alto Adige nonché l'attuale presidente della provincia ed ex presidente della Giunta regionale del Trentino-Alto Adige, Arno Kompatscher, nonché i presidenti di due delle 5 circoscrizioni di Bolzano.
Alle europee del 2004 è stato eletto rappresentante dalla SVP Michl Ebner grazie al collegamento con la lista Uniti nell'Ulivo. Per la prima volta dal dopoguerra, però, la SVP è rimasta al di sotto del 50% dei voti in provincia di Bolzano (46,7%).
Nel 2005 la SVP, alleata del centro-sinistra, è risultato il primo partito a Bolzano ed ha contribuito in maniera decisiva all'elezione del sindaco Luigi Spagnolli, candidato de L'Unione.

#### XV Legislatura
Alle elezioni politiche del 2006 ha presentato le sue liste alla Camera dei deputati e nei collegi uninominali del Trentino-Alto Adige, in alleanza con L'Unione. Alla Camera conquista 182.000 voti (il 28,5% a livello regionale, lo 0,5% a livello nazionale) eleggendo 4 deputati grazie alla norma, prevista dalla legge elettorale appena entrata in vigore, sulla tutela delle minoranze linguistiche, in ottemperanza alla quale era necessario superare lo sbarramento del 20%. Risultò eletto alla Camera dei deputati anche Giacomo Bezzi, candidato al quarto posto nella lista SVP ed esponente trentino del Partito Autonomista Trentino Tirolese (PATT).
Al Senato la SVP ha presentato liste autonome in due collegi (Bressanone-Val Pusteria e Merano-Val Venosta) della Provincia autonoma di Bolzano, eleggendo entrambi i senatori; nell'altro collegio della provincia di Bolzano (Bolzano-Bassa Atesina) appoggiava invece un candidato insieme con le altre forze dell'Unione, anche in questo caso con successo. Il simbolo e il nome (L'Unione-SVP) sono stati utilizzati anche nei tre collegi della Provincia autonoma di Trento. Due dei tre candidati appoggiati risultarono eletti.

#### XVI Legislatura
Alle elezioni politiche del 2008 la SVP si è presentata da sola alla Camera dei deputati e nei due collegi senatoriali di Bressanone-Val Pusteria e Merano-Val Venosta, mentre in alleanza con Partito Democratico, Italia dei Valori, Partito Autonomista Trentino Tirolese, Partito Socialista e Civica Margherita sotto le insegne della lista SVP - Insieme per le Autonomie nel collegio di Bolzano-Bassa Atesina e nei tre collegi trentini. I risultati sono stati deludenti, in particolare alla Camera: in campo provinciale, la SVP ha ottenuto il 44,3%, peggior risultato elettorale di sempre, eleggendo due soli deputati contro i 4 uscenti. Al Senato sono stati invece confermati i tre senatori uscenti nei collegi della provincia di Bolzano (Helga Thaler Ausserhofer, Manfred Pinzger e Oskar Peterlini, tutti esponenti SVP, quest'ultimo con il simbolo «Insieme per le autonomie») mentre un solo senatore è stato eletto in Trentino (Claudio Molinari, nel collegio di Rovereto, con lo stesso simbolo di Peterlini).
Anche alle successive Provinciali del 2008, l'SVP - pur recuperando alcuni punti percentuali rispetto alle politiche - non è riuscita ad ottenere la maggioranza dei voti (48,1%), anche se ha mantenuto la maggioranza assoluta in consiglio provinciale con 18 consiglieri su 35.
In vista del congresso 2009, l'Obmann uscente Elmar Pichler Rolle ha rinunciato ad un secondo mandato, lasciando la carica all'unico candidato, Richard Theiner, eletto effettivamente il 18 aprile.
Alle elezioni europee del 2009 la SVP ha presentato una lista in alleanza con il Partito Autonomista Trentino Tirolese e lo Slovenska Skupnost raggiungendo il 52,1% dei voti in provincia di Bolzano e ottenendo un seggio al Parlamento europeo per il capolista Herbert Dorfmann grazie al collegamento con il Partito Democratico (PD).
La SVP si è astenuta in occasione del voto di fiducia al Governo Berlusconi IV, il 14 dicembre 2010, citando gli esempi di collaborazione con l'esecutivo, quali l'introduzione della segnaletica turistica montana bilingue. Il PD e gli ambientalisti hanno accusato la SVP di essersi astenuta in cambio del via libera della maggioranza parlamentare alla suddivisione della gestione del Parco nazionale dello Stelvio tra enti regionali anziché a livello statale (approvata al Consiglio dei ministri del 22 dicembre). La SVP ha negato le accuse.

#### XVII Legislatura
In vista delle elezioni politiche del 2013 il partito è entrato a far parte della coalizione Italia. Bene Comune assieme al Partito Autonomista Trentino Tirolese, formando alla Camera una lista unica con quest'ultimo..
Il partito ha inoltre indetto un turno di primarie per decidere la disposizione dei candidati nelle liste da presentare nei due rami del parlamento.
A febbraio, i risultati hanno visto l'elezione di cinque rappresentanti alla Camera dei deputati: il capolista Albrecht Plangger, Renate Gebhard, Daniel Alfreider (primo deputato SVP della storia di madrelingua ladina), Mauro Ottobre (in rappresentanza del PATT) e Manfred Schullian; l'unico escluso è stato Klaus Ladinser.
Al Senato della Repubblica, con l'appoggio anche dei Verdi del Sudtirolo, sono stati invece eletti l'indipendente Francesco Palermo (presentatosi con un simbolo unificato SVP-PD), Karl Zeller ed Hans Berger, più l'esponente del PATT Franco Panizza.
Percentualmente, in Alto Adige ha conquistato il 44,2% di consensi alla Camera (ovvero lo 0.43% a livello nazionale), risultati decisivi nella vittoria della coalizione di centro-sinistra, che ha superato quella di centro-destra con uno scarto dello 0.36%.
A seguito della decisione di Luis Durnwalder di non ricandidarsi alla carica di presidente della provincia autonoma di Bolzano, la SVP ha indetto per il 21 aprile 2013 un ulteriore turno di primarie per scegliere il nuovo esponente da presentare come capolista (e candidato presidente de facto, poiché tale elezione spetta in seconda battuta al consiglio provinciale) alle elezioni provinciali; al contempo, tale consultazione è servita a ripartire le posizioni in lista dei candidati consiglieri. Per il ruolo di capolista si sono candidati il sindaco di Fiè allo Sciliar Arno Kompatscher, l'ex Obmann Elmar Pichler Rolle e l'Obmann in carica Richard Theiner (quest'ultimo poi ritiratosi dalla corsa). Al voto hanno partecipato 24.131 iscritti al partito, pari al 45,98% del totale; ha largamente vinto Arno Kompatscher, con l'82,8% dei consensi, contro il 17,16% di Pichler Rolle, nemmeno sufficiente per la candidatura a consigliere.
Al congresso provinciale 2013 si concretizza il passaggio di consegne tra Luis Durnwalder (che lascia la politica attiva) e il nuovo capolista Arno Kompatscher, che assume de facto la leadership nel partito.
Alle elezioni provinciali del 27 ottobre 2013, la SVP si conferma primo partito della provincia, ma rimane al di sotto della maggioranza assoluta degli elettori (131.236 preferenze, pari al 45,7% del totale - peggior risultato elettorale di sempre in Alto Adige) e perde il primato assoluto anche in consiglio provinciale, con 17 consiglieri su 35. Le elezioni ratificano altresì l'arrivo di Arno Kompatscher alla guida della provincia.
Nel congresso del partito, a maggio 2014, Richard Theiner non si ripresenta per le elezioni dell'Obmann, che premiano l'ex segretario Philipp Achammer. Alle elezioni europee di maggio la SVP presenta i candidati Herbert Dorfmann (europarlamentare uscente), Christine Gostner von Stefenelli e Manuel Massl. Al contempo conferma l'alleanza con il Partito Democratico e presenta una lista unica con il Partito Autonomista Trentino Tirolese (che candida Lorena Torresani) e la Slovenska Skupnost (con Tanja Peric) in tutta la circoscrizione Italia nord-orientale. Il risultato delle elezioni vede la conferma di Dorfmann al parlamento europeo con 94.190 preferenze (di cui 70.291 in provincia di Bolzano); la SVP conquista il 48,01% dei consensi in Alto Adige ed ottiene un significativo riscontro anche in provincia di Belluno, ove raccoglie il 9,60% dei suffragi, con picchi di consenso nei territori montani del Cadore e dell'Agordino, sede di comunità ladine.
Nello specifico mantiene lo status di primo partito a Livinallongo del Col di Lana e Colle Santa Lucia (con quasi il doppio dei voti rispetto al 2009) e di terzo partito a Cortina d'Ampezzo.

#### XVIII Legislatura
Per le elezioni politiche 2018 la "stella alpina" si accorda col Partito Autonomista Trentino Tirolese per la presentazione di una lista unica (denominata SVP-PATT) in ambedue i rami del parlamento. Per quanto concerne le candidature, la lista si presenta apparentata alla coalizione del PD (con +Europa, Italia Europa Insieme e Civica Popolare) nei collegi trentini e in quello di Bolzano-Bassa Atesina (appoggiando il relativo candidato all'uninominale), mentre corre in solitaria nei collegi di Bressanone e Merano. I risultati elettorali vedono il cartello primeggiare in tutti e tre i collegi altoatesini: all'uninominale della Camera vengono eletti Maria Elena Boschi, Albrecht Plangger e Renate Gebhard, mentre al Senato vincono Julia Unterberger, Meinhard Durnwalder e Gianclaudio Bressa. Per quanto concerne le liste plurinominali, la SVP riesce ad esprimere Manfred Schullian a Montecitorio e Dieter Steger a Palazzo Madama.

#### Provinciali del 2018 e alleanza col centro-destra
Alle elezioni provinciali a Bolzano di ottobre 2018 l'SVP si conferma maggioranza relativa in Alto Adige, seppur con una ragguardevole flessione rispetto al 2013: ottiene il 41,9% dei consensi e 15 seggi, due in meno rispetto a cinque anni prima.
Le trattative per la formazione della giunta provinciale vedono per la prima volta profilarsi un'alleanza con la Lega, a differenza del passato dove invece era storicamente assodata l'alleanza con il Partito Democratico e gli altri partiti di centro-sinistra. L'accordo programmatico col Carroccio è stato poi raggiunto in data 5 gennaio 2019.
Il passaggio nell'alveo del centro-destra si conferma anche in vista delle elezioni europee del 2019, per le quali l'SVP (insieme a PATT e Slovenska Skupnost) si federa con Forza Italia (e non più, come avvenuto sino ad allora, con il Partito Democratico e il centro-sinistra): i sei candidati del cartello autonomista (per la SVP l'uscente Herbert Dorfmann, Klaus Mutschlechner, Otto Von Dellemann e Sonja Anna Plank, per la SSk Martina Valentincic e per il PATT Claudia Segnana) vengono dunque apparentati al partito di Silvio Berlusconi. Dorfmann ottiene ampiamente la conferma del proprio seggio.

#### XIX legislatura, provinciali del 2023 ed europee del 2024
Alle elezioni politiche in Italia del 2022 la SVP elegge 3 deputati e 2 senatori che si iscrivono alla componente delle minoranze linguistiche (Gruppo misto) alla Camera e al gruppo Per le Autonomie al Senato; Manfred Schullian diventa presidente del gruppo misto nella XIX legislatura alla Camera con Renate Gebhard che diventa il suo vicepresidente mentre al Senato Julia Unterberger presiede ancora il gruppo Per le Autonomie.
L'arretramento del partito a livello locale prosegue alle elezioni provinciali 2023, ove la SVP cala al di sotto dei 100.000 voti (pari a meno del 35% dei consensi) ed elegge 13 consiglieri contro i 15 della precedente legislatura. In virtù del risultato, viene meno la possibilità di governare appoggiandosi al solo partito "italiano" maggiormente votato e la SVP si trova a cercare alleati con i quali formare una maggioranza: dopo alcune consultazioni, la scelta cade su Fratelli d'Italia (rompendo la "storica" incompatibilità tra il partito di raccolta e le formazioni discendenti dal Movimento Sociale Italiano), Lega, Die Freiheitlichen (prima formazione di ispirazione indipendentista ammessa all'interno della giunta provinciale) e l'appoggio esterno de La Civica.
Arno Kompatscher, in quanto candidato con maggior numero di voti individuale, viene agevolmente confermato alla presidenza.
Alle elezioni europee del 2024 la SVP si federa di nuovo con Forza Italia per la ricandidatura dell'uscente e poi rieletto Herbert Dorfmann nel collegio Nord-Est; la lista viene appoggiata anche da PATT e Slovenska Skupnost (come nel 2019) e dal movimento Bard (Belluno Autonoma Regione Dolomiti).
Il 4 maggio di quell'anno nel corso del congresso della SVP a Merano il deputato Dieter Steger viene eletto nuovo Obmann al posto di Philipp Achammer che lascia dopo dieci anni.

## Ideologia
I suoi valori sono essenzialmente riconducibili alle moderne tesi autonomistiche e ad una visione europeista, nell'ottica di efficaci strategie di sviluppo dell’economia, dei servizi sociali e del protagonismo delle minoranze linguistiche 
Spiccano inoltre delle sensibilità moderate e socialdemocratiche.
Sebbene le istanze indipendentiste siano state accantonate, non si sono mai riscontrate posizioni di condanna per i vari attentati terroristici e dinamitardi di gruppi come Befreiungsausschuss Südtirol, attivi nella zona tra gli anni sessanta e settanta.
Una parte del partito è favorevole al doppio passaporto italiano-austriaco per la comunità germanofona e ladina dell'Alto Adige. Il Cancelliere Sebastian Kurz ha personalmente appoggiato l'SVP per le elezioni provinciali dell'ottobre 2018.

Si possono infine individuare tre correnti con una precisa connotazione ideologico-operativa:
- la Landwirtschaft (agricoltura), che rappresenta gli interessi degli agricoltori e in generale degli occupati nel settore primario;
- la Wirtschaft (economia), che rappresenta le imprese;
- la Arbeitnehmer (dipendente), raggruppamento d'ispirazione socialdemocratica, legato agli ambienti sindacali.

## Struttura

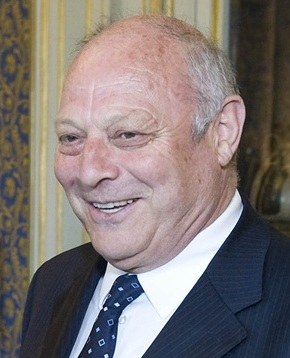
Luis Durnwalder, presidente della Provincia autonoma di Bolzano e leader del partito dal 1989 al 2013.

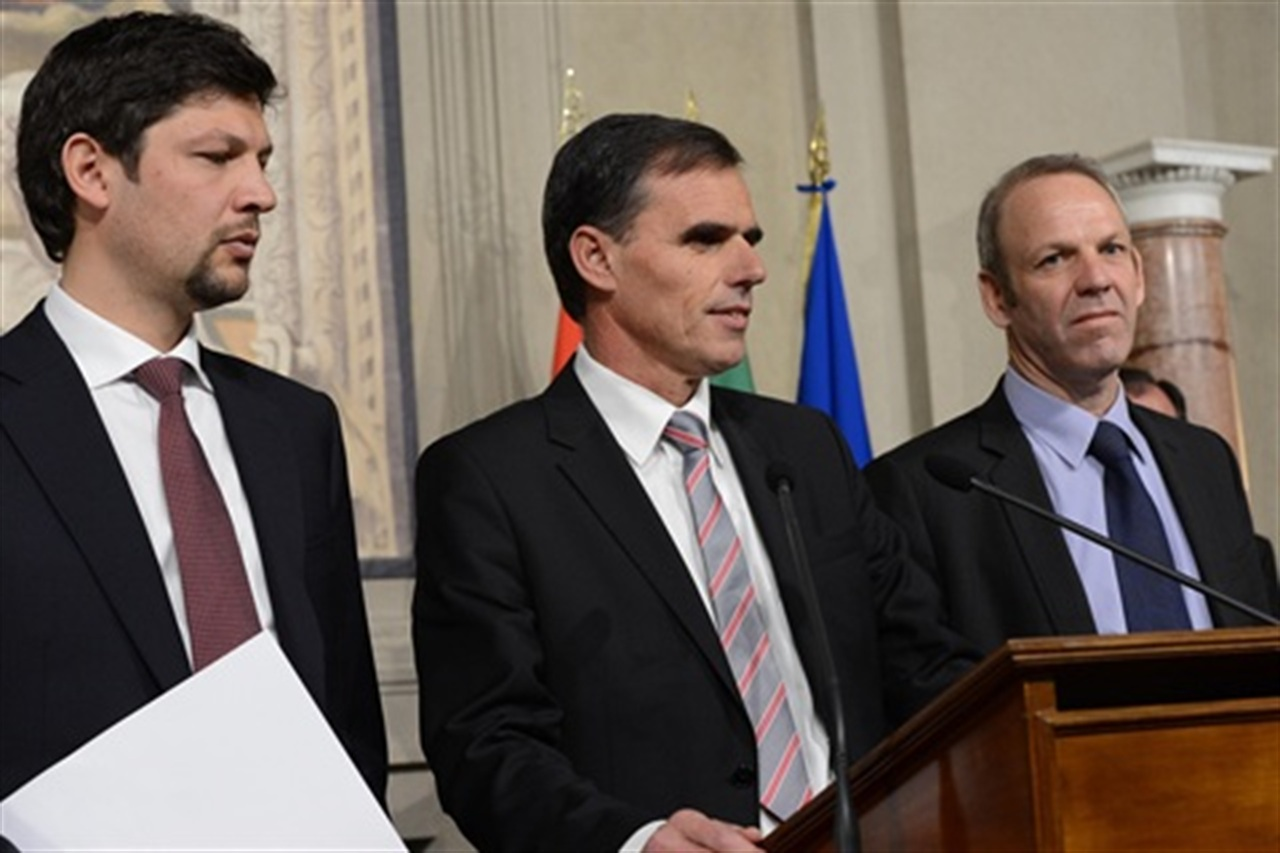
Da sinistra: il deputato e vicepresidente del partito Daniel Alfreider, l'ex Obmann Richard Theiner e il senatore Karl Zeller.

La Südtiroler Volkspartei conta circa 290 gruppi locali a livello territoriale organizzati in sette comprensori.
La SVP è inoltre composta delle seguenti organizzazioni:
- Le "Donne SVP" che rappresentano le donne della SVP
- Il "Movimento Giovanile" che si occupa dei membri del partito sotto i 30 anni.
- Il "Comitato Provinciale per l'occupazione professionale degli anziani e la solidarietà fra le generazioni", che si occupa dei membri di partito sopra i 60 anni.
- I "Comitati Sociali" della SVP, che rappresentano il ceto dei prestatori di lavoro.
- I "Comitati economici" della SVP, che si occupano dell’economia all'interno del partito stesso.
- I "Comitati per la politica agricola", che elaborano proposte per risolvere i problemi dell’agricoltura.
- La "SVP-Ladina", che forma la struttura organizzativa per i rappresentanti della Val Badia e della Val Gardena nella SVP.

Tradizionalmente, i congressi annuali del partito vengono svolti a Merano, nella sala del Kursaal, alla presenza di leader di altri partiti autonomistici e cristiano-sociali italiani, austriaci e tedeschi. Tra gli ospiti più notabili che hanno partecipato a un congresso della SVP vi sono Helmut Kohl, Horst Seehofer, Wolfgang Schüssel.
Alla guida del partito c'è l'Obmann (presidente), che viene eletto dal congresso, e resta in carica cinque anni. Al 2016 l'Obmann del partito è Philipp Achammer e i suoi vice sono Daniel Alfreider (in rappresentanza del gruppo etnico ladino), Angelika Wiedmer e Zeno Christanell. I vicepresidenti (Obmannstellvertreter) sono tre, uno dei quali deve obbligatoriamente essere di madrelingua ladina.
Seconda carica interna è quella del segretario provinciale (Landessekretär), che ha funzioni di coordinamento e viene eletto ogni quattro anni dall'assemblea dei delegati (Parteiausschuss).
Vi è poi la Bezirksobleute-Konferenz (conferenza dei presidenti distrettuali), composta dal segretario provinciale e dai Bezirksobmänner (presidenti distrettuali), uno per ciascuna delle comunità comprensoriali altoatesine (Val Pusteria, Wipptal/Alta Valle Isarco, Val Venosta, Valle Isarco, Bolzano e circondario, Oltradige-Bassa Atesina e Burgraviato), che rappresentano il vertice del partito nella loro area di competenza. Tale conferenza ha funzioni arbitrali per dirimere le controversie sull'interpretazione dello statuto del partito, oltre ad esercitare un ruolo di supervisione generale sulle attività sociali e di consulenza per l'Obmann.
Dalle sezioni distrettuali dipendono inoltre i gruppi locali (Ortsgruppen), eletti comune per comune a suffragio diretto (con mandato triennale) da parte degli iscritti al partito residenti. Essi fungono da portavoce delle istanze e delle problematiche locali e propongono la "base" di candidati per i vari turni elettorali.

### Obmänner
- Erich Amonn (1945–1948)
- Josef Menz (1948–1951)
- Toni Ebner (1951–1952)
- Otto Guggenberg (1952–1954)
- Karl Tinzl (1954–1956)
- Toni Ebner (1956–1957)
- Silvius Magnago (1957–1991)
- Roland Riz (1991–1992)
- Siegfried Brugger (1992–2004)
- Elmar Pichler Rolle (17 aprile 2004 – 18 aprile 2009)
- Richard Theiner (18 aprile 2009 – 3 maggio 2014)
- Philipp Achammer (3 maggio 2014 – 4 maggio 2024)
- Dieter Steger (4 maggio 2024 - in carica)

### Segretari
- Josef Raffeiner (1945–1947)
- Otto von Guggenberg (1947–1952)
- Albuin Forer (1952–1953)
- Vinzenz Stötter (1953–1954)
- Ivo Perathoner (1954–1957)
- Hans Stanek (1957–1965; rappresentato da Hans Plaikner e Hans Rubner 1961–1964)
- Josef Atz (1965–1978)
- Bruno Hosp (1978–1989)
- Hartmann Gallmetzer (1989–1997)
- Thomas Widmann (1997–2003)
- Michael Mühlberger (2004)
- Alexander Mittermair (2004–2009)
- Philipp Achammer (2009–2013)
- Martin Alber (2013–2014)
- Manuel Massl (2014–2016)
- Gerhard Duregger (2017–2019)
- Stefan Premstaller (2019)

## Nelle istituzioni

### Presidenti della Provincia di Bolzano
- Karl Erckert (1948–1955)
- Alois Pupp (1955–1960)
- Silvius Magnago (1960–1989)
- Luis Durnwalder (1989–2014)
- Arno Kompatscher (2014–)

### Parlamentari nazionali
| Nome                     | Camera dei deputati  | Senato della Repubblica |
| ------------------------ | -------------------- | ----------------------- |
| Otto von Guggenberg      | 1948–1958            |                         |
| Friedl Volgger           | 1948–1953            | 1968–1972               |
| Toni Ebner padre         | 1948–1963            |                         |
| Carl von Braitenberg     |                      | 1948–1958               |
| Josef Raffeiner          |                      | 1948–1958               |
| Karl Tinzl               | 1953–1958            | 1958–1963               |
| Roland Riz               | 1958–1963; 1968–1987 | 1987–1996               |
| Karl Mitterdorfer        | 1958–1976            | 1976–1987               |
| Luis Sand                |                      | 1958–1968               |
| Karl Vaja                | 1963–1968            |                         |
| Hans Dietl               | 1963–1972            |                         |
| Hans Saxl                |                      | 1963–1968               |
| Peter Brugger            |                      | 1968–1987               |
| Hans Benedikter          | 1972–1992            |                         |
| Karl Zanon               |                      | 1972–1976               |
| Hugo Gamper              | 1976–1979            |                         |
| Michl Ebner              | 1979–1994            |                         |
| Hubert Frasnelli         | 1979–1983            |                         |
| Ferdinand Willeit        | 1987–1992            |                         |
| Hans Rubner              |                      | 1987–1994               |
| Helga Thaler Ausserhofer | 1992–1994            | 1994–2013               |
| Hans Widmann             | 1992–2008            |                         |
| Karl Ferrari             |                      | 1992–1996               |
| Siegfried Brugger        | 1994–2013            |                         |
| Karl Zeller              | 1994–2013            | 2013–2018               |
| Armin Pinggera           |                      | 1996–2001               |
| Alois Kofler             |                      | 2001–2006               |
| Oskar Peterlini          |                      | 2001–2013               |
| Manfred Pinzger          |                      | 2006–2013               |
| Hans Berger              |                      | 2013–2018               |
| Daniel Alfreider         | 2013–2018            |                         |
| Manfred Schullian        | 2013–                |                         |
| Renate Gebhard           | 2013–                |                         |
| Albrecht Plangger        | 2013–2022            |                         |
| Juliane Unterberger      |                      | 2018–                   |
| Meinhard Durnwalder      |                      | 2018–                   |
| Dieter Steger            | 2022–                | 2018–2022               |

### Europarlamentari
- Joachim Dalsass (1979–1994)
- Michl Ebner (1994–2009)
- Herbert Dorfmann (2009–)

## Risultati elettorali

### Provinciali Bolzano
| Elezione         | Voti    | %      | Seggi   | Posizione   |
| ---------------- | ------- | ------ | ------- | ----------- |
| Provinciali 1948 | 107.249 | 67,60% | 13 / 20 | Maggioranza |
| Provinciali 1952 | 112.602 | 64,76% | 15 / 22 | Maggioranza |
| Provinciali 1956 | 124.165 | 64,40% | 15 / 22 | Maggioranza |
| Provinciali 1960 | 132.351 | 63,86% | 15 / 22 | Maggioranza |
| Provinciali 1964 | 134.188 | 61,27% | 16 / 25 | Maggioranza |
| Provinciali 1968 | 137.982 | 60,69% | 16 / 25 | Maggioranza |
| Provinciali 1973 | 132.186 | 56,42% | 20 / 34 | Maggioranza |
| Provinciali 1978 | 163.502 | 61,3%  | 21 / 34 | Maggioranza |
| Provinciali 1983 | 170.125 | 59,4%  | 22 / 35 | Maggioranza |
| Provinciali 1988 | 184.717 | 60,4%  | 22 / 35 | Maggioranza |
| Provinciali 1993 | 160.186 | 52,0%  | 19 / 35 | Maggioranza |
| Provinciali 1998 | 171.820 | 56,6%  | 21 / 35 | Maggioranza |
| Provinciali 2003 | 167.353 | 55,6%  | 21 / 35 | Maggioranza |
| Provinciali 2008 | 146.545 | 48,1%  | 18 / 35 | Maggioranza |
| Provinciali 2013 | 131.236 | 45,7%  | 17 / 35 | Maggioranza |
| Provinciali 2018 | 119.108 | 41,9%  | 15 / 35 | Maggioranza |
| Provinciali 2023 | 97.092  | 34,5%  | 13 / 35 | Maggioranza |

### Politiche ed europee
| Elezione                   | Elezione     | Voti                          | %                             | Seggi   |
| -------------------------- | ------------ | ----------------------------- | ----------------------------- | ------- |
| Politiche 1948             | Camera       | 124.385                       | 0,47                          | 3 / 574 |
| Politiche 1948             | Senato       | 95.406                        | 0,42                          | 2 / 237 |
| Politiche 1953             | Camera       | 122.792                       | 0,45                          | 3 / 590 |
| Politiche 1953             | Senato       | 107.139                       | 0,44                          | 2 / 237 |
| Politiche 1958             | Camera       | 135.495                       | 0,46                          | 3 / 596 |
| Politiche 1958             | Senato       | 120.086                       | 0,46                          | 2 / 246 |
| Politiche 1963             | Camera       | 135.458                       | 0,44                          | 3 / 630 |
| Politiche 1963             | Senato       | 112.023                       | 0,41                          | 2 / 315 |
| Politiche 1968             | Camera       | 152.954                       | 0,48                          | 3 / 630 |
| Politiche 1968             | Senato       | 131.080                       | 0,46                          | 2 / 315 |
| Politiche 1972             | Camera       | 153.764                       | 0,46                          | 3 / 630 |
| Politiche 1972             | Senato       | 102.018                       | 0,34                          | 2 / 315 |
| Politiche 1976             | Camera       | 184.390                       | 0,50                          | 3 / 630 |
| Politiche 1976             | Senato       | 158.659                       | 0,51                          | 2 / 315 |
| Politiche 1979             | Camera       | 204.899                       | 0,56                          | 4 / 630 |
| Politiche 1979             | Senato       | 172.577                       | 0,55                          | 3 / 315 |
| Europee 1979               | Europee 1979 | 196.277                       | 0,56                          | 1 / 81  |
| Politiche 1983             | Camera       | 184.940                       | 0,50                          | 3 / 630 |
| Politiche 1983             | Senato       | 157.478                       | 0,51                          | 3 / 315 |
| Europee 1984               | Europee 1984 | 198.168                       | 0,56                          | 1 / 81  |
| Politiche 1987             | Camera       | 202.022                       | 0,52                          | 3 / 630 |
| Politiche 1987             | Senato       | 171.539                       | 0,53                          | 2 / 315 |
| Europee 1989               | Europee 1989 | 172.488                       | 0,50                          | 1 / 81  |
| Politiche 1992             | Camera       | 198.447                       | 0,51                          | 3 / 630 |
| Politiche 1992             | Senato       | 168.153                       | 0,51                          | 3 / 315 |
| Politiche 1994             | Camera       | 231.842                       | 0,60                          | 3 / 630 |
| Politiche 1994             | Senato       | 217.250                       | 0,66                          | 3 / 315 |
| Europee 1994               | Europee 1994 | 197.972                       | 0,60                          | 1 / 87  |
| Politiche 1996             | Camera       | Nei Popolari per Prodi        | Nei Popolari per Prodi        | 3 / 630 |
| Politiche 1996             | Senato       | 178.425                       | 0,55                          | 3 / 315 |
| Europee 1999               | Europee 1999 | 156.005                       | 0,50                          | 1 / 87  |
| Politiche 2001             | Camera       | 200.059                       | 0,54                          | 4 / 630 |
| Politiche 2001             | Senato       | Ne L'Ulivo                    | Ne L'Ulivo                    | 3 / 315 |
| Europee 2004               | Europee 2004 | 146.357                       | 0,45                          | 1 / 78  |
| Politiche 2006 con il PATT | Camera       | 182.703                       | 0,48                          | 4 / 630 |
| Politiche 2006 con il PATT | Senato       | Ne L'Ulivo                    | Ne L'Ulivo                    | 3 / 315 |
| Politiche 2008             | Camera       | 147.666                       | 0,41                          | 2 / 630 |
| Politiche 2008             | Senato       | Desistenza con il PD          | Desistenza con il PD          | 2 / 315 |
| Europee 2009               | Europee 2009 | 143.027                       | 0,46                          | 1 / 72  |
| Politiche 2013 con il PATT | Camera       | 146.804                       | 0,43                          | 5 / 630 |
| Politiche 2013 con il PATT | Senato       | In coalizione con PD-PATT-UpT | In coalizione con PD-PATT-UpT | 3 / 315 |
| Europee 2014               | Europee 2014 | 138.037                       | 0,48                          | 1 / 73  |
| Politiche 2018 con il PATT | Camera       | 134.651                       | 0,41                          | 4 / 630 |
| Politiche 2018 con il PATT | Senato       | 128.282                       | 0,42                          | 3 / 315 |
| Europee 2019               | Europee 2019 | 142 185                       | 0,53                          | 1 / 76  |
| Politiche 2022 con il PATT | Camera       | 117 110                       | 0,42                          | 3 / 400 |
| Politiche 2022 con il PATT | Senato       | 116 003                       | 0,41                          | 2 / 200 |
| Europee 2024               | Europee 2024 | 120 879                       | 0,52                          | 1 / 76  |

## Iscritti
- 1945–2011: dati non disponibili
- 2012: 50.014
- 2013: 50.189
- 2014: 37.300
- 2015: 38.731
- 2016: 38.034
- 2017: dati non disponibili
- 2018: 38.000[66]
- 2019: dati non disponibili